# Chetogena tschorsnigi
Chetogena tschorsnigi là một loài ruồi trong họ Tachinidae.